# LCM YF-2121
Gli LCM YF-2121 sono una classe di  mezzi da sbarco del tipo Landing Craft Mechanized (LCM) in servizio nella Japan Maritime Self-Defense Force.
Gli LCM del tipo YF-2121 sono stati sviluppati come versione ingrandita dei precedenti mezzi da sbarco, e sono simili ed equivalenti agli LCM-6 dell'US Navy. 
Hanno una lunghezza di 17 metri, e una larghezza di 4,3 metri, e sono in grado di trasportare un carico massimo di 34 tonnellate, oppure una compagnia di 80 soldati completamente equipaggiati.
Questi mezzi da sbarco sono stati successivamente seguiti dalla realizzazione di un'altra classe di LCM chiamata YF-2150, leggermente più grande e capiente.